# Belgische Revolution
In der Belgischen Revolution von 1830 erhob sich die überwiegend katholische Bevölkerung der südlichen Provinzen des Vereinigten Königreichs der Niederlande gegen die Vorherrschaft der mehrheitlich protestantischen Nordprovinzen. Innerhalb weniger Wochen im August und September führte der Aufstand zur Aufteilung des Königreiches in zwei Staaten. Das überwiegend niederländischsprachige Flandern und das überwiegend französischsprachige Wallonien begründeten das neue Belgien. Nur Teile Luxemburgs blieben bis 1890 in Personalunion mit den Niederlanden verbunden.
Vom 14. bis zum 16. Jahrhundert hatten alle Teile der Niederlande eine gemeinsame (burgundische, habsburgische bzw. spanische) Geschichte. Im Zuge der Reformation und Gegenreformation und des Achtzigjährigen Krieges löste sich der reformiert (calvinistisch) regierte Norden als Republik der Sieben Vereinigten Niederlande von den spanischen Niederlanden im Süden. Nach dem Wiener Kongress 1815 wurden Nord und Süd – gemeinsam mit dem ehemaligen Hochstift Lüttich und dem heutigen Großherzogtum Luxemburg – wieder vereinigt. Die religiöse, sprachliche und wirtschaftliche Kluft, die 1581/1648 zur Trennung geführt hatte, hatte sich in den rund 250 Jahren getrennter Geschichte weiter vertieft, zumal die calvinistische Religionspolitik mit ihrer Einschränkung der katholischen Religionsausübung nicht aufgehoben wurde. Die Kluft erwies sich bald als unüberbrückbar. Die Folge war die bürgerliche, liberale Revolution, die auch im europäischen Kontext der französischen Julirevolution zu sehen ist. Der junge belgische Staat erlangte bis 1839 die volle Unabhängigkeit und legte in dieser Zeit das politische System fest, das in seinen Grundzügen bis heute besteht.

## Belgien und die Niederlande bis 1815

### Gemeinsame Geschichte

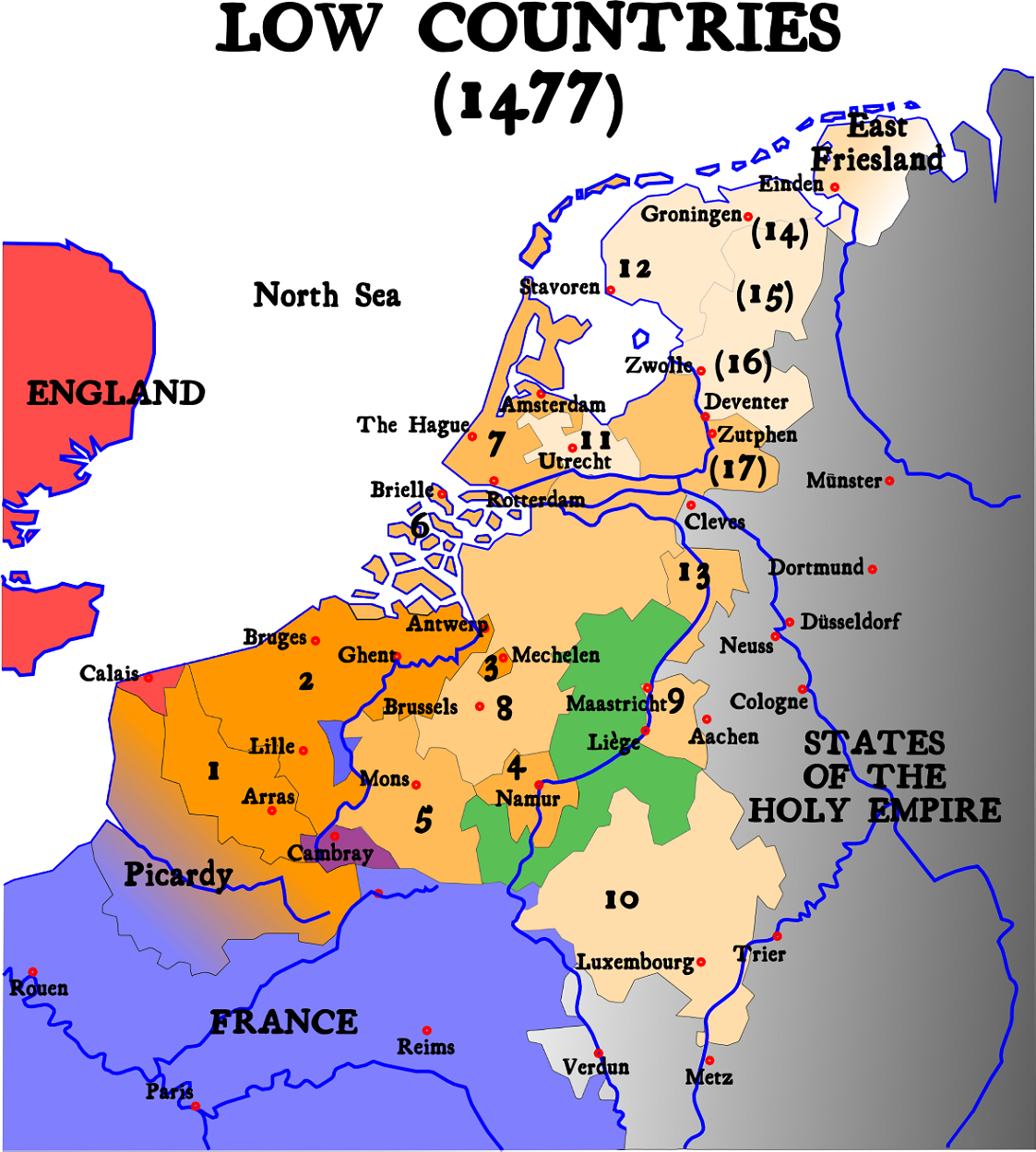
Die 17 niederländischen Provinzen und das Hochstift Lüttich (grün), 1477

Die Territorien, die heute die Niederlande, Belgien und Luxemburg umfassen, waren im Mittelalter kulturell und politisch miteinander verbunden und gehörten mit Ausnahme des Bistums Lüttich vom 14./15. Jahrhundert bis ins 16. Jahrhundert als Burgundische Niederlande, zuletzt als Burgundischer Reichskreis, gemeinsam zum Heiligen Römischen Reich deutscher Nation. Die Grafschaft Flandern und das Herzogtum Brabant nahmen mit ihren Städten (Antwerpen, Brügge, Gent, Brüssel, Ypern, Mechelen) eine kulturelle und wirtschaftliche Führungsrolle im niederländischen Raum ein. Die 1464 zum ersten Mal einberufenen Generalstaaten der Niederlande tagten in Brüssel, das höchste Gericht kam in Mechelen zusammen. Vom Haus Burgund waren die Niederlande 1482 durch Erbfolge auf die Habsburger übergegangen und erlebten unter Karl V. eine Blütezeit als bedeutender Teil seines Weltreiches. Nach seiner Abdankung 1555 kam das Territorium als Spanische Niederlande an seinen Sohn Philipp II. und damit an Spanien.

### Getrennte Geschichte

Union von Utrecht (hellblau), Union von Arras (gelb) und Hochstift Lüttich (grün), 1579

Zur Trennung kam es im Zuge der Glaubensspaltung. Zunächst wurden die politischen Eliten der niederländischsprachigen Provinzen bis weit in den Süden der spanischen Niederlande vom Calvinismus erfasst. Infolgedessen brach 1568 der Achtzigjährige Krieg zwischen Spanien und den protestantisch bestimmten Landesteilen aus. Während sich die wallonischen Provinzen in der Union von Arras (niederländisch Unie van Atrecht) ausdrücklich zum katholischen Spanien stellten, schlossen sich 1579 die nördlichen Territorien, einschließlich Flanderns und Brabants, in der Utrechter Union zusammen. 1581 lösten sich die nördlichen Provinzen als Republik der Sieben Vereinigten Niederlande von der spanischen Oberhoheit und vom Deutschen Reich, mit dem sie ohnehin nur noch lose verbunden waren. Die Calvinisten betrieben eine konsequente calvinistische Konfessionalisierung durch das 1581 umgesetzte Verbot der katholischen Kirche und der katholischen Religionsausübung. Verbunden waren damit berufliche, gesellschaftliche und politische Ausgrenzung für die verbliebenen Katholiken.
Der Fall Antwerpens 1585 markiert eine Zäsur in der Geschichte beider Länder. Mit ihm fiel der Süden dauerhaft an Spanien und wurde bis in die Eliten rekatholisiert. Zahlreiche Intellektuelle, Künstler und Kaufleute flohen in den Norden. Die Folge war der Verlust der dominierenden Stellung der flämischen Städte und ein gleichzeitiges wirtschaftliches Aufblühen im Norden, wo jetzt das Goldene Zeitalter anbrach. Während im Norden eine Oligarchie weniger patrizischer Familien herrschte, unterstanden die südlichen Niederlande der Habsburgermonarchie. Die Interessen Madrids nahm ein Provinzstatthalter wahr, der von Brüssel aus regierte. Der fast ununterbrochene Krieg Spaniens mit den Niederlanden fand erst 1648 mit dem Frieden von Münster ein Ende, in dem die Trennung von Nord und Süd zementiert wurde. Da die Scheldemündung an die Niederländer ging, die diese schlossen, wurde Antwerpen von der See abgeschnitten und sein Handel erlag nun völlig. Einige von der Republik der Sieben Vereinigten Niederlande seit langem militärisch besetzte Gebiete wie etwa Nordbrabant wurden nun offiziell der Republik angeschlossen, die damit wieder eine offizielle Minderheit von 35 Prozent Katholiken zählte. Diese neugewonnenen katholischen Gebiete wurden als Untertanenland behandelt, den religiösen Minderheiten und damit auch den Katholiken wurden jedoch in den Republiken – im Gegensatz zu den sieben Provinzen nach 1581 – zumindest im privaten Bereich die katholische Religionsausübung gestattet. In dieser Zeit gab es zwar Gesetze gegen Katholiken, aber diese Gesetze wurden im Laufe der Zeit immer weniger streng angewandt.
Auch durch den habsburgisch-französischen Gegensatz waren die Spanischen Niederlande ständiger Schauplatz kriegerischer Auseinandersetzungen und verloren im Pyrenäenfrieden (1659) und im Devolutionskrieg (1667–1668) wichtige Gebiete und Städte an Frankreich, darunter Lille, Arras, Cambrai und die Grafschaft Artois. Nach dem zum Teil auf niederländischem Gebiet ausgefochtenen Spanischen Erbfolgekrieg wurde das bisher spanische Gebiet im Frieden von Utrecht 1714 als nunmehr Österreichische Niederlande den österreichischen Habsburgern zugesprochen.

### Die Entwicklung seit der Französischen Revolution

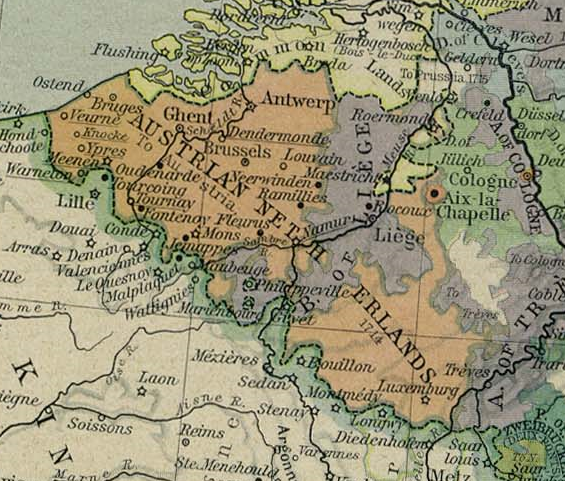
Österreichische Niederlande und Hochstift Lüttich, 1786

1789/90 kam es nach Auseinandersetzungen mit Kaiser Joseph II. in Brabant zur Revolution unter Führung von Hendrik van der Noot und Jan Frans Vonck, die am 11. Januar 1790 in der Unabhängigkeitserklärung der südlichen Niederlande als Etats Belgiques Unis (Vereinigte Belgische Staaten) mündete. Diese konföderierte Republik hatte zwar nur kurze Zeit Bestand, war jedoch Ausdruck der bereits entwickelten Unabhängigkeitsbestrebungen, die in Abgrenzung zu den zentralistischen Reformbestrebungen Josephs II. entstanden waren. In diesem Zusammenhang kamen verschiedene Konzepte einer „belgischen Nation“ auf, ohne dass man sich aber auf eine gemeinsame Definition dieses Begriffs hätte einigen können. Immerhin sollte das Gefühl der Zusammengehörigkeit aber auch nach dem Scheitern der Republik lebendig bleiben und unter ganz anderen Vorzeichen in der Revolution des Jahres 1830 wieder zum Ausbruch kommen. Gleichzeitig zur Revolution in Brabant kam es auch im Hochstift Lüttich zu einem von der Französischen Revolution beeinflussten Umsturz.
Nachdem sowohl die österreichischen als auch die nördlichen Niederlande während des Ersten Koalitionskrieges 1794 bzw. 1795 durch französische Revolutionstruppen besetzt worden waren, wurde Belgien durch den Friedensvertrag von Campo Formio für die nächsten zwanzig Jahre ein Teil Frankreichs. Langfristig bedeutsam wurde, dass sich trotz anfänglicher Proteste gegen die Einverleibung das belgische Bürgertum in dieser Phase mehr und mehr der französischen Kultur und Sprache zuwandte. Die nördlichen Niederlande entwickelten sich zunächst zur von Frankreich abhängigen Batavischen Republik (1795–1806), dann zum Königreich Holland unter Napoleons Bruder Louis Bonaparte (1806–1810), und schließlich wurden sie ebenfalls in den französischen Staat eingegliedert. Als 1810 die Kontinentalsperre gegen England verhängt wurde, kam es zu einer Wirtschaftskrise, von der sich die Niederlande nicht mehr erholten, bis sich die französischen Truppen 1813 nach der Völkerschlacht bei Leipzig auch aus den Niederlanden zurückzogen.

## Vereinigtes Königreich der Niederlande 1815–1830

### Wiener Kongress
Im November 1813 übernahmen orangistisch gesinnte Politiker die öffentliche Gewalt in Den Haag und schon im Dezember ließ sich Erbprinz Wilhelm I. unter der Bürgschaft einer freien Verfassung zum souveränen Fürsten der Niederlande ausrufen. Noch vor der Schlacht bei Waterloo 1815 überzeugte Großbritannien, das die eigene Sicherheit durch ein Kräftegleichgewicht auf dem europäischen Festland gewahrt wissen wollte, die anderen Großmächte Österreich, Preußen und Russland davon, die frühere Republik der Sieben Vereinigten Niederlande, die ehemaligen österreichischen Niederlande (inkl. Luxemburg) und Lüttich zum Vereinigten Königreich der Niederlande zusammenzufügen, um einen Puffer sowohl gegen Frankreich als auch gegen Preußen zu errichten. Gleichzeitig entschädigten die Briten mit diesem territorialen Zugewinn die Niederlande für die Inbesitznahme der Kapkolonie.
Die Hoffnung der Konservativen in Belgien war die Restauration der österreichischen Herrschaft, doch da Wien daran offensichtlich kein Interesse mehr hatte, freundete man sich im Norden wie im Süden leicht mit der Alternative einer Vereinigung der Niederlande an. Entsprechende Pläne hatte im Londoner Exil bereits der Führer der Statisten während der Brabantischen Revolution, Hendrik van der Noot, mit Vertretern der Orangisten besprochen. Die Vereinigung wurde auf dem Wiener Kongress bestätigt. Der Kompromissvorschlag eines unabhängigen Staates unter einem österreichischen Prinzen fand keine Zustimmung, da ein solcher Staat als zu schwach eingeschätzt wurde.

### Gemeinsamer Staat

Das Vereinigte Königreich der Niederlande (1815–1830)

Der neue Staat wurde nicht als föderaler, sondern als Einheitsstaat aufgebaut. Dies sollte sich als schwere Bürde herausstellen, denn schnell wurden die Gegensätze zwischen Nord und Süd zum Problem für das Vereinigte Königreich. Hauptsächliche Faktoren dafür waren religiöse und sprachliche Unterschiede, verschärft wurde die Entwicklung durch wirtschaftliche Probleme und die Nichterfüllung liberaler Forderungen. Das Ungleichgewicht wurde noch dadurch verstärkt, dass auf allen Gebieten der Norden dominierte, obwohl er mit 2 Millionen Einwohnern gegenüber 3,5 Millionen im Süden die deutlich geringere Bevölkerungszahl aufwies. Die „Hollandisierung“ stieß im Süden auf doppelten Widerstand: Die flämische Bevölkerung, insbesondere der Klerus, lehnte den Calvinismus des Nordens auf das Heftigste ab, zusätzlich wollte das frankophone Belgien sich nicht die niederländische Sprache aufzwingen lassen. Die mentale Kluft zwischen Belgiern und Holländern wuchs in solchem Maße, dass ein Aufstand unausweichlich schien. Geschürt wurde die gespannte Lage noch durch die Julirevolution in Frankreich, die ganz Europa in eine revolutionäre Unruhe versetzte und besonders auf den frankophonen Nachbarn im Norden ausstrahlte.
Nicht zuletzt trug auch das undiplomatische Auftreten König Wilhelms I. zum Ausbruch der Revolution bei. Wilhelm I. war von den konservativen Staatsvorstellungen der Restauration durchdrungen, die auch unter den Fürsten des Deutschen Bundes vorherrschte, insbesondere bei seinen preußischen Verwandten (seine Mutter Friederike Sophie Wilhelmine, die bis zu ihrem Tod 1820 großen Einfluss auf ihn hatte, war die Schwester des preußischen Königs Friedrich Wilhelm II.).

### Sprachkonflikte
1815 lebten im Süden 218.000 Analphabeten, gegenüber nur 23.000 im Norden. Die Bemühungen Wilhelms I. konzentrierten sich auf dieses Feld: Während seiner 15-jährigen Regierungszeit wurden im Süden 1500 Schulen gebaut, in denen in der Volkssprache unterrichtet wurde, in Flandern und in Brüssel war also Niederländisch Schulsprache, in Wallonien Französisch. Die Zahl der Grundschüler in den südlichen Provinzen verdoppelte sich von 150.000 auf 300.000.
Das frankophone Beamten- und Bürgertum reagierte empfindlich auf die Durchsetzung der niederländischen Sprache in der Armee, der Regierung und im Schulunterricht. Nicht nur die Wallonie war französischsprachig, auch im flämischen Norden sprach die Bourgeoisie französisch, während die übrige flämische Bevölkerung niederfränkische Dialekte sprach. So waren in Limburg noch bis um 1900 Limburgisch, Deutsch und Französisch (v. a. um Maastricht) die führenden Sprachen beziehungsweise Dialekte, während Niederländisch nur sporadisch gesprochen wurde.

### Unterrepräsentation
Obwohl der Bevölkerungsanteil des Südens 62 % betrug, war er nur mit 50 % der Sitze im Parlament vertreten und nur einer von fünf Ministern war Süd-Niederländer. Die meisten staatlichen Institutionen waren im Norden angesiedelt, wo auch der größte Teil der Beamten angestellt war.
Das Kontingent, das die südlichen Niederlande für das Militär zu stellen hatten, war unverhältnismäßig groß. Gleichzeitig kam nur einer von sechs Offizieren aus dem Süden, die meistens auch nur in niedrigeren Rängen der Infanterie und Kavallerie zu finden waren. Bei der Artillerie und den Pionieren, für die eine besondere Ausbildung nötig war, war der Anteil belgischer Offiziere noch geringer.

### Religiöse Gegensätze
Im Vereinigten Königreich standen 3,8 Millionen Katholiken (davon 800.000 im Norden) 1,2 Millionen Protestanten gegenüber. Im Süden war unter habsburgischer Herrschaft der römisch-katholische Glaube Staatsreligion gewesen, während der Calvinismus früher im Norden Landeskirche gewesen war. Für Konservative auf beiden Seiten waren deshalb zwei gleichberechtigte Religionen im Königreich nicht anzustreben. Wilhelm I. selbst war ein Anhänger der deutschen lutherischen Tradition der Landeskirche, in der der Fürst auch Haupt der Kirche war. Er versuchte, die katholische Kirche vom Einfluss der Römischen Kurie zu lösen und sie stattdessen unter staatliche Kontrolle zu bringen. So berief er selbst Bischöfe und entfachte einen Schulstreit, als er durch im Jahr 1825 verfügte Erlasse („Juni-Edikte“) untersagte, an katholischen Schulen Gymnasialunterricht zu erteilen. Fortan sollte es nur noch staatliche „Lateinschulen“ geben. Den Priesterseminaren wurde es untersagt, Priesteramtskandidaten aufzunehmen, die ein Kleines Seminar durchlaufen hatten. Diese Maßnahme löste in der katholischen Mehrheitsbevölkerung einen heftigen Widerstand aus.

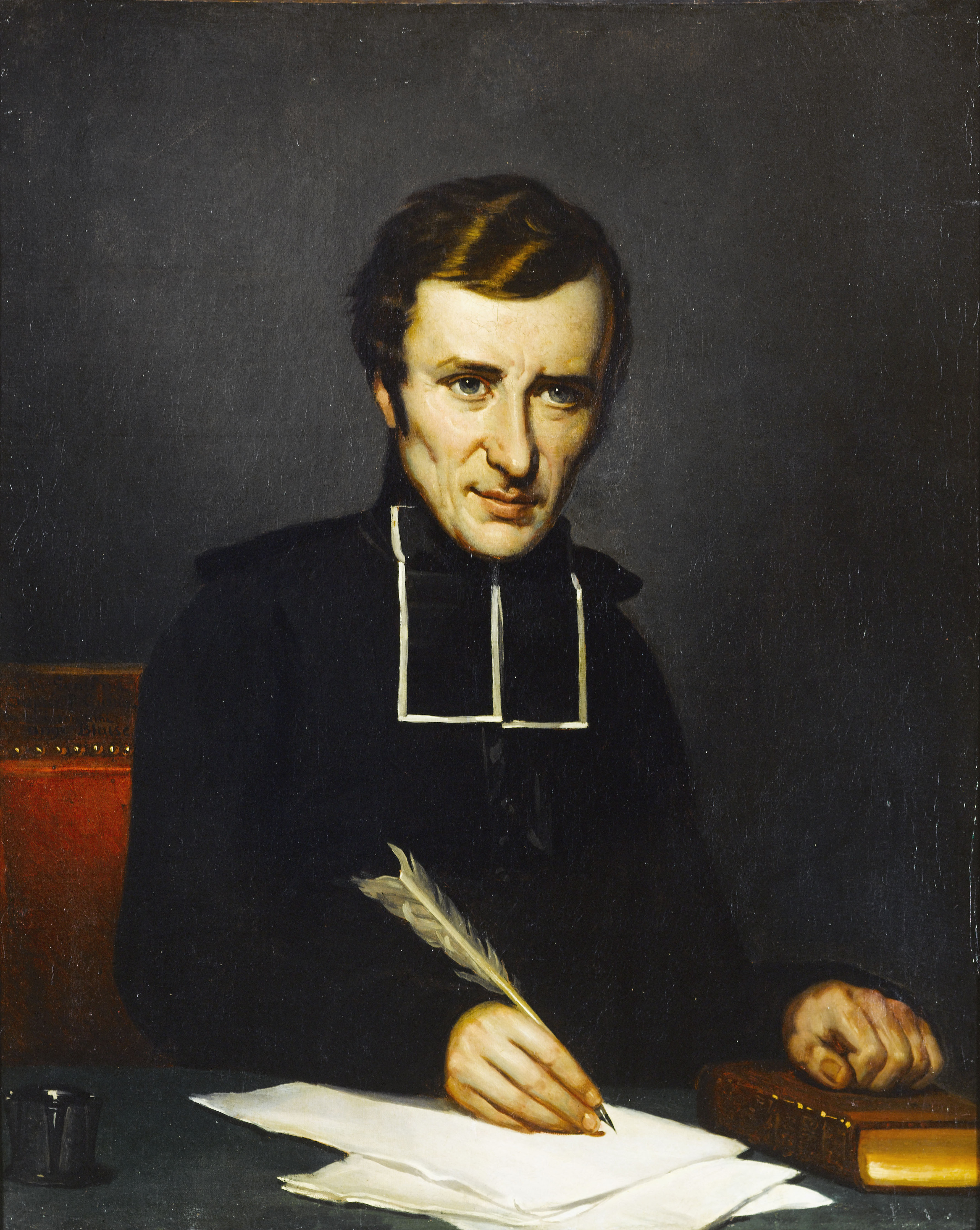
Félicité de Lamennais, Porträt von L. D. Lancôme

Die Unterrepräsentation des Südens war nicht zuletzt den katholischen Bischöfen zuzuschreiben, die den Gläubigen unter Androhung der Exkommunikation verboten hatten, eine Staatsstellung anzunehmen. Dieses Verbot war schon 1815 von dem französischen Bischof von Gent, Prinz de Broglie, ausgesprochen worden. 1817 eskalierte der Streit zwischen de Broglie und dem Haus Oranien, und er wurde seines Amtes enthoben und des Landes verwiesen. Sein persönlicher Hass auf die Oranier hatte solche Ausmaße angenommen, dass er öffentlich das ungeborene Kind der schwangeren Prinzessin von Oranje verfluchte. Den offenen Widerstand der katholischen Kirche nutzte wiederum die Regierung, um bei der Ernennung von Beamten für die Beibehaltung des holländisch-protestantischen Charakters des Staatsapparates zu sorgen. Trotzdem wollte König Wilhelm I. das Grundgesetz so anpassen, dass auch ein Katholik König werden könnte.
Als Wilhelm I. 1825 dem Klerus den Gymnasialunterricht entzog und diesen nur noch in staatlichen Schulen erlaubte, näherten sich die Katholiken unter dem Einfluss des französischen Priesters Félicité de Lamennais, der eine deutliche Trennung von Kirche und Staat lehrte, sogar den Liberalen an, um gemeinsam gegen Wilhelm I. zu opponieren. Im Dezember 1825 rief der katholische Politiker Baron de Gerlache aus Lüttich die Liberalen zum ersten Mal zu einer Vereinigung beider Oppositionsgruppen auf. Er verband die Freiheit des Unterrichts, die die Kirche forderte, mit der persönlichen Freiheit der Religionsausübung und der Presse. Ab 1828 wuchs die gemeinsame Kritik in den Zeitungen; Liberale und Katholiken stellten einen gemeinsamen Forderungskatalog auf. Diese Oppositionskoalition wurde Unionismus, spöttelnd auch Monsterverbond genannt.

### Liberale Forderungen
Die antiklerikal eingestellten Liberalen waren neben Vertretern der Wirtschaft anfangs die einzigen gewesen, von denen Wilhelm I. Unterstützung erhielt. Nach etlichen Enttäuschungen begann Ende der 1820er Jahre für eine Gruppe junger Liberaler der Wunsch nach einer neuen Staatsordnung jedoch stärker zu werden als ihr Antiklerikalismus. Diese Generation hatte die privilegierte Position der Kirche vor der Französischen Revolution nicht mehr kennen gelernt und stand unter starkem Einfluss der französischen Liberalen, die zusammen mit der Kirche einen Kampf gegen den absolutistisch regierenden Karl X. führten. Als Element der Meinungs- und persönlichen Freiheit wurde jetzt auch die Freiheit des Glaubens betont. Großen Einfluss auf diese Gruppe junger Liberaler, darunter Joseph Lebeau und der französischstämmige spätere Premierminister Belgiens Charles Rogier aus Lüttich, Louis de Potter aus Brügge und der Luxemburger Jean-Baptiste Nothomb, hatte der schweizerisch-französische Philosoph Benjamin Constant.
Im Jahre 1815 hatte Wilhelm I. dem Süden einen heftig kritisierten und sehr konservativen Grundgesetzentwurf aufgezwungen: Während der Norden seine Zustimmung gab, fiel er im Süden durch. Wilhelm I. wandte eine spöttisch als arithmetique hollandaise bezeichnete Interpretation an und erklärte kurzerhand alle Enthaltungen als prinzipielle Zustimmung. Im Grundgesetz fehlte jede ministerielle Verantwortung dem Parlament gegenüber, das auch weder gesetzgebende Macht noch das Haushaltsrecht besaß. Überdies wurden die Mitglieder der ersten Kammer nach Vorbild des britischen Oberhauses vom König selbst auf Lebenszeit berufen, die der zweiten Kammer der Generalstaaten nach einem gestuften Zensuswahlrecht gewählt.
Als besonders gravierender Missstand wurde unter Intellektuellen das Fehlen von Presse- und Versammlungsfreiheit empfunden. Dies wurde als ein zusätzliches Mittel zur Kontrolle durch den Norden wahrgenommen.

### Ökonomische Gegensätze
Der Süden war industriell fortschrittlicher, der Norden traditionell eine auf Seehandel und Landwirtschaft ausgerichtete Region. Hatte Wilhelm I. anfangs noch Unterstützung in Belgien, so kam diese vor allem aus dem auf wirtschaftliche Entwicklung orientierten, gemäßigt-liberalen Teil der französischsprachigen Wallonie. Auch in und um Antwerpen hatte die Öffnung der Schelde einiges Wohlwollen zur Folge.
Die Industrien des Südens machten innerhalb kurzer Zeit eine Metamorphose durch: Durch die Abspaltung von Frankreich hatten sie ihren wichtigsten Absatzmarkt größtenteils verloren, doch durch die Öffnung des Antwerpener Hafens und den Zugang zum ostindischen Markt wuchs die belgische Wirtschaft trotzdem stark an. Gent war Ende der 1820er Jahre mit 30.000 gutbezahlten Arbeitern die Textilhauptstadt des europäischen Kontinents und der Schiffsverkehr im Hafen von Antwerpen stieg von 585 Schiffen mit 65.000 Tonnen Ladung 1819 auf 1.028 Schiffe mit 129.000 Tonnen 1829 an.
Andererseits überschwemmte Großbritannien nach dem Wegfall der Kontinentalsperre den Kontinent mit billigen Produkten, gegen die die im Vergleich zu England weniger mechanisierte Industrie der südlichen Niederlande kaum konkurrenzfähig war. Nur wenig später flammte in Ostindien ein langandauernder Aufstand auf, unter dem die Industrie zusätzlich litt. Hinzu kam 1829 eine Missernte, die die Lebensmittelpreise in die Höhe trieb.
Als ungerecht wurde die Zusammenlegung der sehr ungleich eingebrachten Staatsschulden empfunden (1,25 Milliarden Florin des Nordens gegenüber nur 100 Millionen Florin des Südens), die von beiden Landesteilen gemeinsam getragen wurde. Mit der Algemeene Nederlandsche Maatschappij, aus der später die Belgische Nationalbank hervorging, richtete Wilhelm I. ein Gegenstück zur Bank von Amsterdam ein. Als öffentlicher Kreditgeber sollte die Gesellschaft die Ökonomie stimulieren.

## Die Revolution von 1830

### Politische Krise

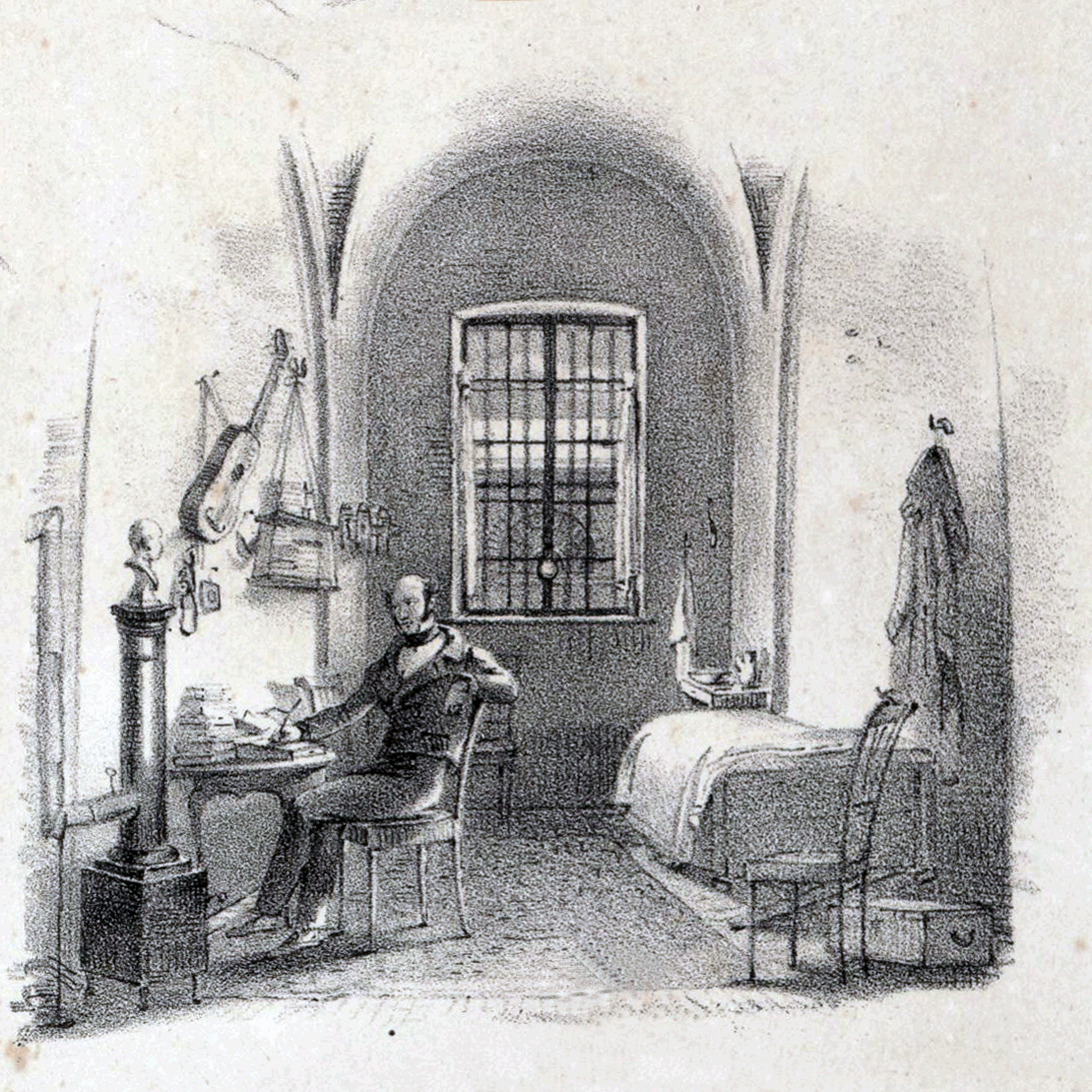
Infolge der Pressezensur wird der oppositionelle Journalist Louis de Potter 1828 zu einer Gefängnisstrafe verurteilt und 1829 des Landes verwiesen.

Seit Katholiken und Liberale 1825 in der Union zusammengefunden hatten, befand sich das Königreich im Zustand einer permanenten Krise. 1829 wurde die Auseinandersetzung zwischen König und Liberalen immer heftiger. Der König lehnte jede ministerielle Verantwortung gegenüber dem Parlament ab und noch entschiedener eine Trennung von Nord und Süd mit jeweiliger Regierung und Verwaltung. Das Regime von Wilhelm I. wurde nach preußischem Muster immer offensichtlicher autoritär. Der König erklärte, dass seine Souveränität zeitlich dem Grundgesetz vorangegangen sei und dass dieses ihn deshalb nicht einschränken könne. Im Mai 1829, mitten in die politische Krise hinein, berief er seinen Sohn, den Prinzen von Oranien, den späteren König Wilhelm II., zum Vorsitzenden des Ministerrats und Vizepräsidenten des Staatsrates, um deutlich zu machen, dass die Minister allein dem König verantwortlich seien. Regierungskritik bedeutete unter diesen Voraussetzungen einen Angriff auf die Monarchie.
Die Presse, v. a. der Courrier des Pays-Bas, hatte zunehmend ihre Stimme gegen Wilhelm I. erhoben und immer weitgehendere Forderungen gestellt, wodurch sich die Regierung schließlich zu energischem Auftreten veranlasst sah. Am 11. Dezember 1829 erschien mit einem reaktionären Pressegesetzentwurf eine königliche Botschaft, die von allen Beamten unter Androhung der Absetzung binnen 24 Stunden unterzeichnet werden musste und in der diese ihre Loyalität zum König und ihre Zustimmung zum Grundgesetz versichern mussten. Gleichzeitig wurde gegen die Presse streng eingeschritten und nach einem Aufsehen erregenden Prozess wurden im März mehrere der angesehensten Stimmführer der Opposition des Landes verwiesen, darunter Louis de Potter (der 1828 bereits zu einer 18-monatigen Haftstrafe verurteilt worden war), François Tielemans und Adolf Bartels.

### Die Julirevolution in Frankreich

Eugène Delacroix: Die Freiheit führt das Volk. Zeitgenössische allegorische Darstellung zur Julirevolution in Frankreich (1830, Louvre Paris)

Die Julirevolution vom 27. Juli 1830 in Paris hatte nach kaum drei Tagen König Karl X. gestürzt und den Bürgerkönig Ludwig Philipp auf der Grundlage einer konstitutionellen Monarchie an die Macht gebracht. Er wurde ein roi des Français par la volonté nationale. Diese liberale Revolution strahlte auf Belgien aus und verstärkte die unruhige Stimmung. Manche hofften, notfalls auf militärische Hilfe Frankreichs rechnen zu können, andere setzten auf innere Reformen der Vereinigten Niederlande.
Während die Revolution in Frankreich liberal ausgerichtet war, standen die Revolutionen in Griechenland, Polen und Italien, die im Zeitraum von 1829 bis 1831 ausbrachen, im Zeichen eines romantisch inspirierten Nationalismus. Hier stand das Volk im Mittelpunkt, das durch historische Entwicklungen verbunden sei und eine Gemeinschaft bilde, die das Recht auf Selbstregierung und die Bildung einer Nation habe.

### Die August-Unruhen
Am 25. August 1830 brach nach einer Vorstellung der romantisch-nationalistischen Oper La muette de Portici (Die Stumme von Portici) von Daniel-François-Esprit Auber in der Brüsseler Oper im Publikum der Ruf vive la liberté los. Nach dem Ende der Aufführung zog das Publikum aus dem Theater und ließ die Menschenmasse, die sich ironischerweise zur Feier des 58. Geburtstags König Wilhelms I. versammelt hatte, außer Kontrolle geraten. Gemeinsam stürmte man den Justizpalast. Am späten Abend wurde das Haus des Verlegers Libry-Bagnano geplündert (möglicherweise auf Agitation französischer Geheimagenten) und das des Ministers van Maanen, der treibenden Kraft hinter der Sprachpolitik des Königs, in Brand gesteckt. Die amtliche Druckerei wurde zerstört. Als die herbeigeeilten Ordnungskräfte von der Schusswaffe Gebrauch machten, gab es Tote.
Die Unruhen kamen nicht völlig unerwartet. Schon am Tag zuvor hatten Maueranschläge auf das geplante Feuerwerk zu Ehren des Königs anspielend verkündet: Lundi, 23. août, feu d’artifice; mardi, 24. illumination, mercredi, 25. révolution. So sprang der Funke schnell auf Arbeiter und Arbeitslose über und am nächsten Tag zerstörten Maschinenstürmer die Dampfmaschinen und Webstühle in den Brüsseler Fabriken, die für die Massenarbeitslosigkeit verantwortlich gemacht wurden, und plünderten Lebensmitteldepots. Ab dem 27. August kam es zu ähnlichen Aktionen in Lüttich, Verviers, Huy, Namur, Mons und Löwen.

Die belgische Trikolore von 1830 in horizontaler Anordnung

Das Bürgertum, das sich nun bedroht sah und feststellen musste, dass die Regierung die Situation nicht in den Griff bekam, stellte in verschiedenen Städten Bürgerwehren auf, die die Lage schnell unter Kontrolle brachten. Durch diese Erfolge selbstbewusst geworden, übernahm eine Gruppe von Honoratioren, die im Brüsseler Rathaus zusammengekommen war, die Initiative und entsandte am 28. August eine Abordnung mit der Forderung zu Wilhelm I., Justizminister van Maanen zu entlassen und in einem Eilverfahren die Missstände in den Generalstaaten zu besprechen. Von einer Abspaltung Belgiens von den Niederlanden war zu diesem Zeitpunkt noch nicht die Rede, allenfalls von einer Trennung der Verwaltung zwischen Nord und Süd, die de Potter schon 1829 ins Spiel gebracht hatte.
Die Versammlung hisste die belgische Flagge, die am 26. August der Rechtsanwalt und Redakteur Lucien Jottrand und der Journalist Édouard Ducpétiaux entworfen hatten. Sie hatten sich der Brabantisch-Hennegauischen Trikolore, die das Symbol des Brabanter Umsturzes von 1789/90 gewesen war, bedient, sie jedoch in Anlehnung an die französische Trikolore vertikal angeordnet. Nach der Unabhängigkeit Belgiens wurde aus dieser Flagge die Nationalflagge Belgiens.

### Die Septemberrevolution
Das zaudernde und ungeschickte Auftreten Wilhelms I. und seiner Söhne führte im September 1830 zum endgültigen Bruch. Zwar hatte er schon im Juni die unbeschränkte Sprachfreiheit wieder eingeführt und ein umstrittenes philosophisches Seminar für Priester wieder abgeschafft, ließ aber weder Pressefreiheit noch eine Staatsreform zu. Während er seinen Sohn, den späteren Wilhelm II., zu Verhandlungen nach Brüssel schickte, stand sein anderer Sohn, Prinz Friederich, als Oberbefehlshaber der Armee mit einer 6000 Mann starken Truppe in und um Vilvoorde bereit. Dieses Auftreten wurde als das eines Besatzers aufgefasst. Vorläufig blieben die Truppen jedoch in Vilvoorde und Prinz Wilhelm kam unter Begleitung der Brüsseler Bürgerwehr in die Stadt. Dort verlangte man eine steuerliche Trennung von Belgien und den Niederlanden. Wilhelm I. zögerte jedoch und versuchte Zeit zu gewinnen.
Während die belgischen Abgeordneten der Generalstaaten am 13. September zu einer außerordentlichen Sitzung nach Den Haag zogen, wurden die Auseinandersetzungen in Brüssel wieder gewalttätiger, v. a. seit Anfang September bewaffnete Verstärkung aus Lüttich eingetroffen war. Spontan wurden Freikorps aufgestellt, die von gewählten oder selbsternannten Führern befehligt wurden.

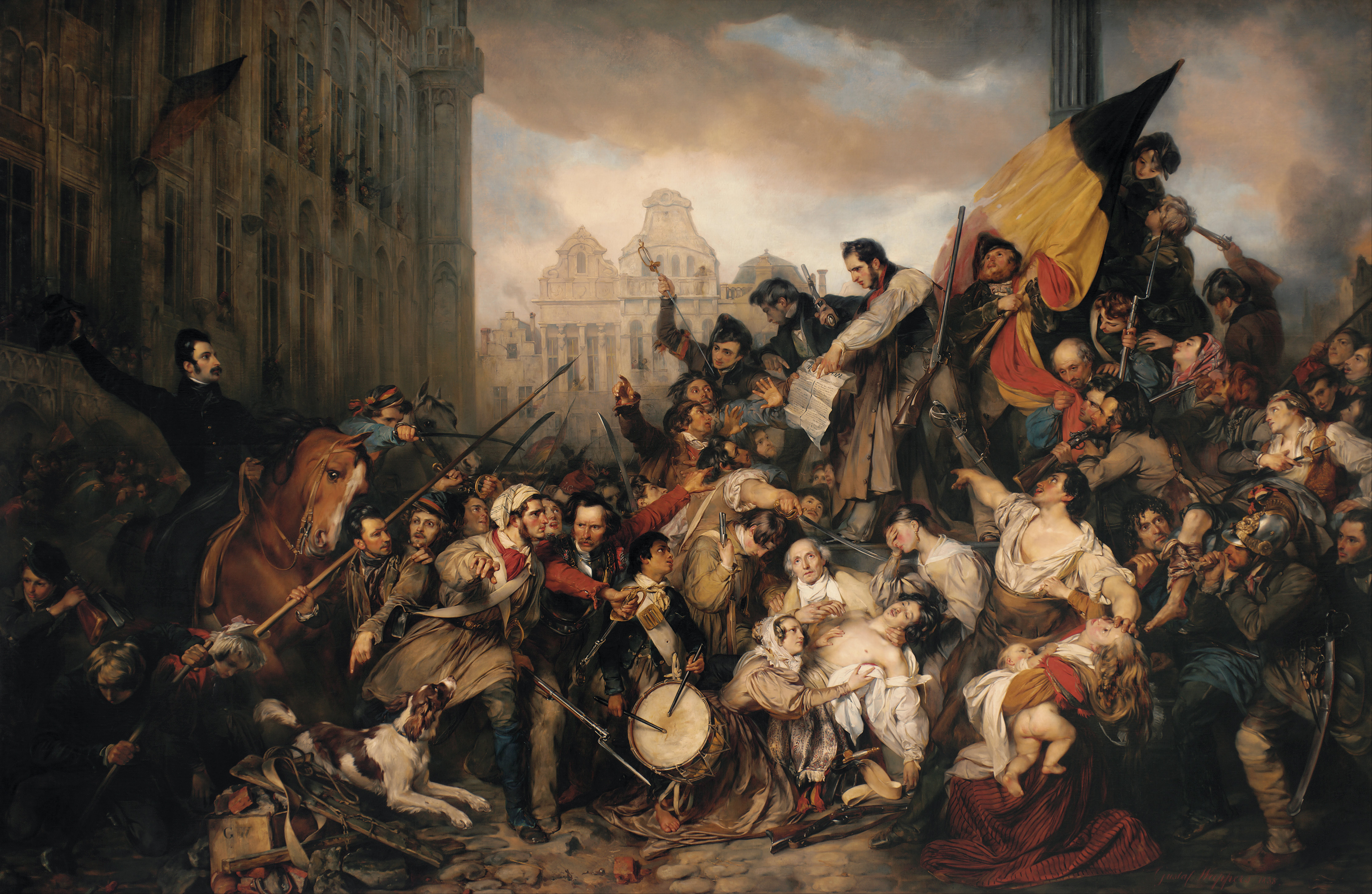
Gustave Wappers: Szene aus den Septembertagen von 1830, zeitgenössisches Historienbild von 1835 (Königliche Museen der Schönen Künste, Brüssel)

Am 23. September marschierte die Armee mit 12.000 Soldaten in Brüssel ein. Der Volkszorn schlug nun in einen nationalen Aufstand um, und die Truppen, die sich im Warandepark aufgestellt hatten, wurden zur Zielscheibe der Bürgerwehr und der zahlreichen herbeigeströmten Idealisten. Auch aus dem Ausland schlossen sich Freiwillige an: So wurde in Frankreich die Légion belge parisienne aufgestellt, die aus Privatmitteln finanziert wurde (unter anderem durch den Grafen von Merode) und zwei Bataillone mit jeweils 400 Mann umfasste. Dies geschah mit Zustimmung der französischen Regierung, die einen eventuellen Anschluss Belgiens an Frankreich ins Auge fasste.
Nach viertägigen Gefechten zog die niederländische Armee in der Nacht vom 26. auf den 27. September ab. Beide Seiten hatten insgesamt 1200 Tote und zahlreiche Verletzte zu beklagen.
Die Regierungstruppen, die zu zwei Dritteln aus Süd-Niederländern rekrutiert waren, erwiesen sich als sehr empfänglich für die revolutionären Ideen und fielen rasch auseinander. Befehle wurden verweigert und schließlich kam es zu massenhaften Desertionen und zu Gefangennahmen nordniederländischer Offiziere. Trotz ihrer bunten Mischung waren die Freiwilligenbrigaden deshalb fast überall erfolgreich damit, die Stellungen der regulären Truppen einzunehmen. Bis auf die Gemeinde Mook en Middelaar in Nordlimburg und die Städte Maastricht und Luxemburg (das Bundesfestung des Deutschen Bundes war und wo deshalb preußische Truppen stationiert waren) war Ende Oktober das gesamte Gebiet Belgiens in der Hand der Freikorps.
Von 1830 bis 1839 blieben auch einige Gebiete faktisch unter belgischer Kontrolle, die vor 1815 nicht zu den Österreichischen Niederlanden gehört hatten, ehe sie wieder an die Niederlande übergeben wurden.

## Die Bildung des belgischen Staates

### Vorläufige Regierung

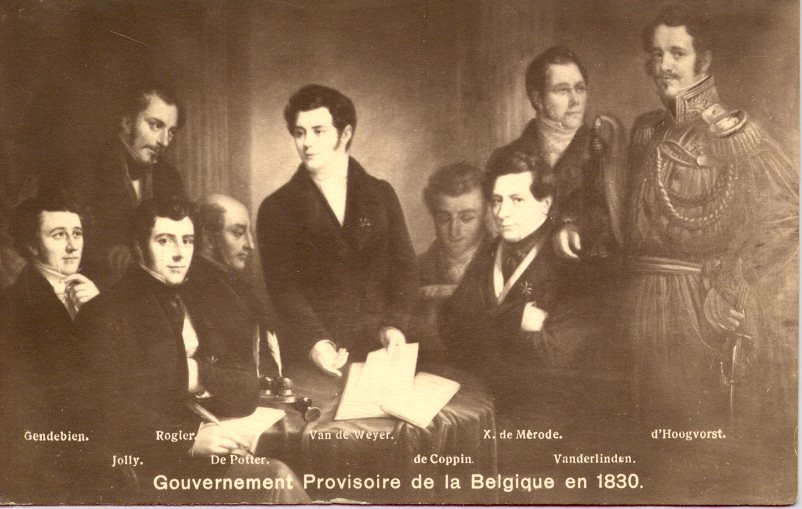
Die vorläufige Regierung: Alexandre Gendebien, André-Édouard Jolly, Charles Rogier, Louis De Potter, Sylvain Van de Weyer, Feuillien de Coppin, Félix de Merode, Joseph Vanderlinden und Emmanuel-Constant-Prismes-Ghislain van der Linden d’Hoogvorst

Schon während der Gefechte hatte sich am 23. September ein Verwaltungsausschuss gebildet, der aus Brüsseler Honoratioren bestand und den Aufstand zu lenken versuchte. Am 29. September erklärte das Komitee, die Regierungsgewalt des Königs zu übernehmen, proklamierte am 4. Oktober die Unabhängigkeit der belgischen Provinzen und ernannte zwei Tage später eine Kommission zur Ausarbeitung eines Verfassungsentwurfs. Außerdem ernannte sie ein Gericht und die allgemeine Verwaltung und organisierte Wahlen zu einem Nationalkongress. Jetzt wurde es üblich, die Kommission als „Provisorische Regierung“ zu bezeichnen. Die spontan eingerichtete Institution bestand aus neun Personen: Charles Rogier, Louis de Potter, Alexandre Gendebien, dem Grafen Félix de Mérode, Baron Emmanuel d’Hoogvorst, André Jolly, Sylvain van de Weyer, Baron Feuillien de Coppin und Joseph Vanderlinden.

### Der Nationalkongress

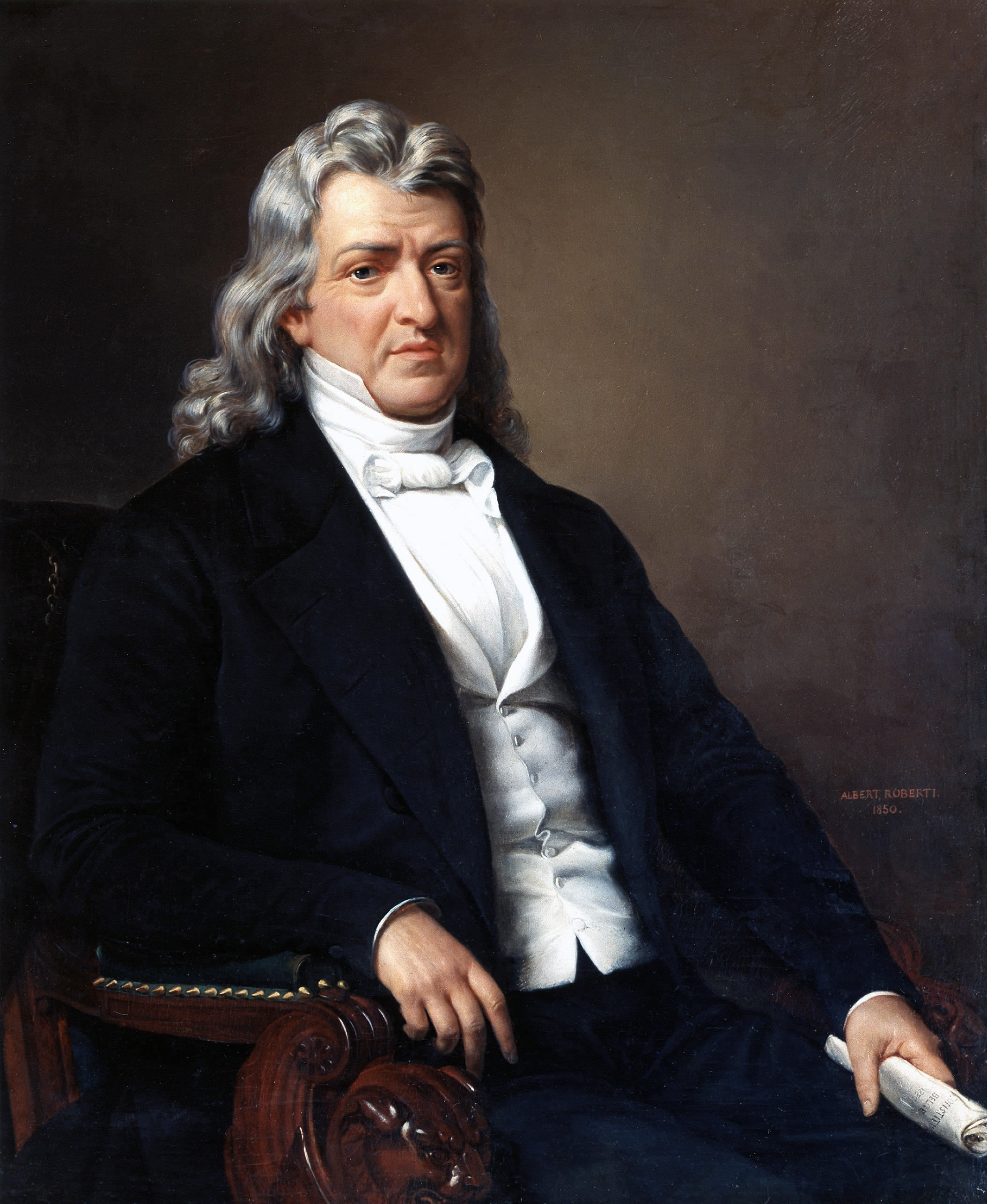
Surlet de Chokier (um 1830)

Während sich die militärischen Positionen konsolidierten und man sich um einen Waffenstillstand bemühte, fanden am 3. November in ganz Belgien Wahlen zu einem Nationalkongress statt. Wahlberechtigt waren allerdings nur gut 46.000 steuerzahlende oder akademische, männliche Bürger über 25 Jahre, d. h. etwa ein Prozent der Bevölkerung. Die Wahlbeteiligung lag bei 75 %. Der Nationalkongress trat am 10. November zum ersten Mal zusammen und bestätigte die am 4. Oktober ausgerufene Unabhängigkeit des belgischen Staates. Ausgenommen davon war Luxemburg, das Mitglied des Deutschen Bundes war. Zum ersten Vorsitzenden wurde Erasme Louis Surlet de Chokier gewählt. Am 25. Februar 1831 wurde die vorläufige Regierung vom Nationalkongress entbunden. Der Nationalkongress bestand bis zur Wahl des ersten Parlaments am 8. September 1831.

### Grundgesetz
Die wichtigste Aufgabe des Nationalkongresses war es, eine Verfassung für den neuen Staat zu beschließen. Als Vorlage diente ihm der Entwurf eines Ausschusses unter dem Vorsitz von Baron de Gerlache, dem bedeutende junge Juristen wie Paul Devaux, Joseph Lebeau, Jean-Baptiste Nothomb und Charles de Brouckère angehörten. Seit dem 4. Dezember wurde im Nationalkongress über diesen Verfassungsentwurf der vorläufigen Regierung debattiert, der schon am 7. Februar 1831 mit wenigen Änderungen als Verfassung des Königreichs Belgien angenommen wurde.
Das Grundgesetz war eine Synthese der französischen Verfassungen von 1791, 1814 und 1830, des niederländischen Grundgesetzes von 1815 und des englischen Staatsrechts. Das Ergebnis ging aber weit über ein einfaches eklektisches Gesetzeswerk hinaus. Als Hauptprinzip lag der Verfassung die Gewaltenteilung zwischen Legislative, Exekutive und Judikative zugrunde, die wichtigste Institution war jetzt das Parlament. Besonders der umfangreiche Grundrechtskatalog verlieh ihr den Rang einer liberalen Musterverfassung.
Der König und die Minister bildeten die ausführende Gewalt, wobei die Macht des Königs stark eingeschränkt war. Kein vom König unterzeichnetes Gesetz war ohne Gegenzeichnung durch einen Minister gültig. Die Minister waren dem Parlament verantwortlich, dessen zwei Kammern aus dem Abgeordnetenhaus und dem Senat bestanden. Der König hatte die Gesetze zu bestätigen. Die Gerichte waren unabhängig, ihre Sitzungen hatten öffentlich stattzufinden. Der Kassationshof hatte auch die Verfassungsmäßigkeit der Exekutive zu kontrollieren. Den Bürgern wurden weitreichende Grundrechte garantiert: Gleichheit vor dem Gesetz, das Recht auf persönliche Freiheit, auf Eigentum, das Briefgeheimnis, Religions-, Versammlungs-, Meinungs- und Pressefreiheit wurden festgeschrieben. Weniger modern, wenn auch im internationalen Vergleich doch relativ fortschrittlich, war das Wahlrecht. Die Abgeordneten wurden nach einem Zensuswahlrecht gewählt, das nur ein bis zwei Prozent der Bevölkerung zur Wahl zuließ (es war gestaffelt an eine jährliche Steuer zwischen 20 und 100 Gulden gebunden). Das passive Wahlrecht sah noch größere Hürden vor: Wählbar waren nur Männer, die mindestens 1000 Gulden Steuer zahlten. Das Mindestalter für die Wahl zur Abgeordnetenkammer betrug 25, das für den Senat 40 Jahre. Für den Senat kamen damit anfangs überhaupt nur 403 Personen in Frage und noch 1890 waren es lediglich 570, so dass adelige Großgrundbesitzer hier deutlich überrepräsentiert waren. Aus Sorge vor separatistischen Bestrebungen wurde der Staat sehr zentralistisch organisiert.
Trotz der Einschränkungen im Wahlrecht galt die Verfassung als die progressivste und liberalste ihrer Zeit und der belgische Staat kann nach England als erste parlamentarische Monarchie angesehen werden. Das belgische Grundgesetz hatte starken Einfluss auf die Verfassungen der Niederlande, Luxemburgs und Sardinien-Piemonts von 1848 und auf die Preußische Verfassung von 1850. Die spanische Verfassung von 1837, die griechische von 1844 bis 1864 sowie die rumänische von 1866 sind fast identische Kopien des belgischen Grundgesetzes. Für Belgien sind die Grundzüge der Verfassung von 1831 bis heute gültig.

### Die Monarchie

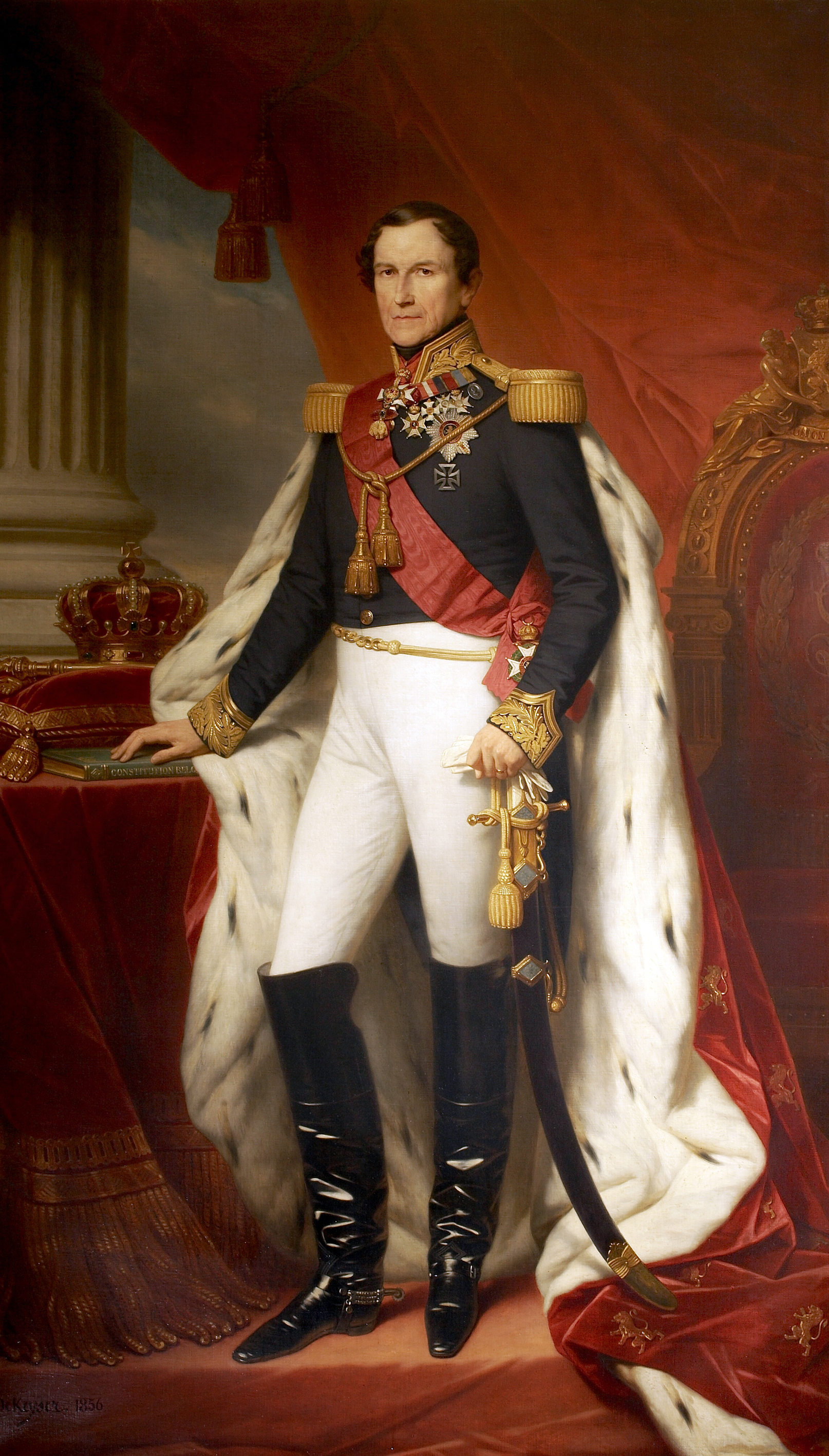
König Leopold I., 1856 gemalt von Nicaise de Keyser

Der überzeugte Republikaner de Potter beantragte im Nationalkongress die Proklamation der Republik, doch auf Antrag des Präsidenten Surlet beschloss die Versammlung am 22. November 1830 die Errichtung einer parlamentarischen Monarchie mit 187 gegen 13 Stimmen. Als Reaktion auf den Beschuss Antwerpens aus der Zitadelle am 27. Oktober wurde das Haus Oranien vom Thron ausgeschlossen, das zunächst noch als natürlicher Anwärter auf einen belgischen Königstitel betrachtet worden war. Zahlreiche Namen wurden jetzt mit der Krone in Verbindung gebracht. Die katholische Fraktion favorisierte den Baron de Mérode, doch dieser hegte keinerlei Ambitionen und lehnte ab. Zunächst wurde nun die Krone dem 16-jährigen Prinzen Ludwig, Sohn des französischen Königs Ludwig Philipp angetragen, doch dies war für England unannehmbar. Als vorläufiger Regent wurde deshalb am 25. Februar 1831 Surlet de Chokier benannt. Dieser war damit das erste Staatsoberhaupt des jungen Staates; an seiner Stelle wurde Étienne Constantin de Gerlache neuer Vorsitzender des Kongresses.
Nun wurde (gegen den Protest des katholischen Klerus) dem deutschen Prinzen Leopold von Sachsen-Coburg und Gotha, der in England lebte und bis zu ihrem Tode 1817 mit der britischen Thronerbin Charlotte verheiratet gewesen war, der Thron angeboten. Leopold hatte zuvor den griechischen Königstitel ausgeschlagen, akzeptierte aber den belgischen und wurde am 4. Juni 1831 mit 142 von 196 Stimmen gewählt. Am 21. Juli, der seitdem belgischer Nationalfeiertag ist, legte er auf dem Brüsseler Königsplatz den Eid auf die Verfassung ab und wurde erster König der Belgier.

## Behauptung der Souveränität

### Londoner Protokoll (1830)
Da sowohl Großbritannien als auch Preußen eine Stärkung Frankreichs unbedingt vermeiden wollten, setzten die beiden Großmächte die Unabhängigkeit Belgiens bei einer Konferenz in London durch. Gegen die von Talleyrand vertretenen Interessen Frankreichs betonte der britische Außenminister Lord Palmerston das Prinzip der nationalen Selbstbestimmung. Russland unterstützte zwar den niederländischen König, war jedoch mit dem Aufstand in Polen gebunden und konnte keine Unterstützung leisten. Am 20. Dezember 1830 erkannten die europäischen Großmächte im Londoner Protokoll die belgische Unabhängigkeit mit der Auflage der strikten Neutralität des neuen Königreichs an. Äußerst ungünstig für den neuen Staat wurde aber die Verteilung der Schuldenlast geregelt, da Belgien 51,6 % davon und eine jährliche Schuldenlast von 14 Millionen Gulden übernehmen sollte. Dafür mussten die Niederlande den freien Zugang zum Hafen von Antwerpen durch die Scheldemündung und den Zugang zu den Märkten der niederländischen Kolonien garantieren. Die Grenzen zwischen den Niederlanden und Belgien sollten wie 1790 verlaufen; das bedeutete, dass Belgien einen Teil Limburgs und Luxemburg wieder an die Niederlande abzugeben hatte. Da Belgien aber, nicht ohne Selbstüberschätzung, das Protokoll ablehnte, mussten die Großmächte erneut verhandeln. Oberstes Ziel der Diplomatie war es, einen Krieg in Europa unter allen Umständen zu verhindern, und so kam man Belgien in wichtigen Fragen entgegen. Die Zugehörigkeit Maastrichts und Luxemburgs wurde offengehalten und die Schuldenlast neu auf beide Staaten verteilt. Belgien stimmte dem Vertrag zu, was wiederum Leopold als Bedingung für die Annahme der Krone vorausgesetzt hatte, und so schien ein Krieg abgewendet.

### Zehn-Tage-Feldzug 1831
In Holland breiteten sich nach Abschluss der Londoner Konferenz und der darauffolgenden Inthronisierung Leopolds jedoch Empörung und eine zunehmend kriegerische Stimmung aus, obwohl viele Holländer sich mit der Abspaltung des katholischen Südens leicht hatten anfreunden können. Nur die Katholiken im Norden bedauerten den Verlust des südlichen Landesteils. Die in den Zeitungen verbreitete öffentliche Meinung sah in der Niederlage gegen die südlichen Rebellen aber auch eine nationale Schande, die vergolten werden müsse. Von der sich selbst überschätzenden Haltung des jungen und noch instabilen belgischen Staates zusätzlich gedemütigt, lehnte Wilhelm I. den Londoner Vertrag ab und marschierte am 2. August 1831 in Belgien ein.
Nach den militärischen Erfolgen während der Revolution waren die belgischen Milizionäre nicht auf einen Angriff der holländischen Truppen eingestellt, die das Land wenige Monate zuvor demoralisiert hatten verlassen müssen. Deshalb war es trotz der unsicheren Lage versäumt worden, eine schlagkräftige reguläre Armee aufzustellen. Diese Schwäche versuchte Wilhelm auszunutzen. Für ihn war es nach dem Meinungsumschwung in Holland leicht, Freiwillige zu finden, mit denen er sein empfindlich dezimiertes Heer verstärken konnte, das zusätzlich von Studentenkompanien unterstützt wurde.

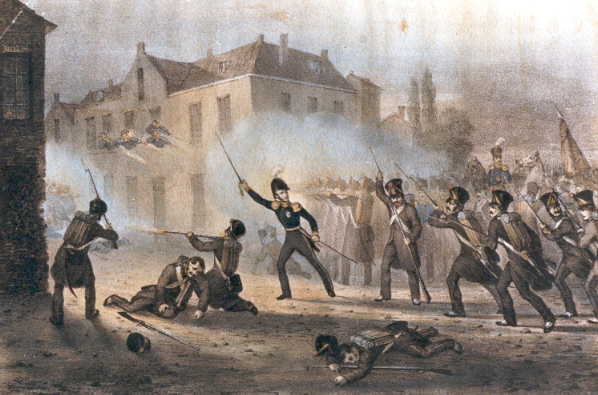
Niederländische Truppen in Belgien während des Zehntägigen Feldzugs (Lithografie 1831)

Die Ernennung Leopolds I. zum belgischen König diente als Anlass zum militärischen Eingreifen in Belgien. Wilhelm I. wollte unbedingt verhindern, dass der neue König den Status quo auf internationaler Ebene festigen würde. Am frühen Abend des 2. August 1831 überschritten die Niederländer unter der Führung von Prinz Wilhelm die Grenze bei Poppel in Brabant; die ersten Gefechte fanden bei Nieuwkerk statt. Am 3. August nahmen 11.000 niederländische Soldaten Turnhout ein und am Tag darauf Antwerpen, wo es zu Plünderungen kam. Bis zum 12. August verlor die belgische Armee beziehungsweise Bürgerwehr auf ganzer Linie, die niederländischen Truppen standen vor Löwen, das junge Königreich schien den Krieg verloren zu haben. Die neue Verfassung Belgiens verbot die Anwesenheit fremder Armeen auf belgischem Staatsgebiet ohne Zustimmung der ersten und zweiten Kammer des Parlaments. Trotzdem beschloss Leopold bereits am 8. August gegen den Willen der Regierung, die in völliger Verkennung der Lage die belgische Armee für stark genug hielt, die Grenze für französische Truppen zu öffnen. Einen Tag später setzte sich Marschall Gérard mit 50.000 Soldaten in Bewegung.
Wilhelm I. hatte bei seinem Feldzug auf die Rückendeckung Preußens und Russlands gesetzt, die allerdings ausbleiben sollte. Russland war immer noch durch den Aufstand in Polen gebunden, und Preußen zeigte keine Neigung, sich für niederländische Interessen in einen Krieg hineinziehen zu lassen.
Zu Gefechten zwischen französischen und niederländischen Truppen kam es jedoch nicht. In Den Haag wurde sofort eine Proklamation veröffentlicht, in der betont wurde, dass der Einmarsch lediglich niederländischen Rechten bei der Scheidung beider Landesteile zum Durchbruch verhelfen sollte. Die in Antwerpen von den Soldaten anstelle der belgischen Trikolore gehisste niederländische Flagge ließ der Prinz von Oranien wieder einholen, um deutlich zu machen, dass es nicht darum ginge, Belgien zu besetzen. Gefechten mit der französischen Armee kam Prinz Wilhelm mit einem Waffenstillstand zuvor, der auf englische Vermittlung am 12. August geschlossen wurde. Die letzten niederländischen Soldaten zogen sich am 20. August aus Belgien zurück.
Nur die in der Zitadelle von Antwerpen verbliebenen niederländischen Truppen wurden erst nach Belagerung am 24. Dezember 1832 durch französische Truppen vertrieben.
Die Öffentlichkeit in den Niederlanden war trotz des Rückzugs zufrieden: Den Belgiern sei eine Lektion erteilt worden; ein Zurückweichen vor der französischen Übermacht galt nicht als Schande. Als Ergebnis der niederländischen Machtdemonstration beschlossen die Großmächte, die Vertragsbedingungen für die Niederlande etwas günstiger zu gestalten. Gleichwohl dauerte es noch acht Jahre, bis Wilhelm I. den Vertrag unterzeichnete.

### Annexionsversuche Frankreichs

Auf der Londoner Konferenz legte der französische Gesandte Talleyrand einen Teilungsplan vor, der eine Aufteilung Belgiens zwischen den nördlichen Niederlanden, Frankreich und Preußen vorsah. Ein verbleibender Reststaat sollte unter britischem Protektorat stehen.

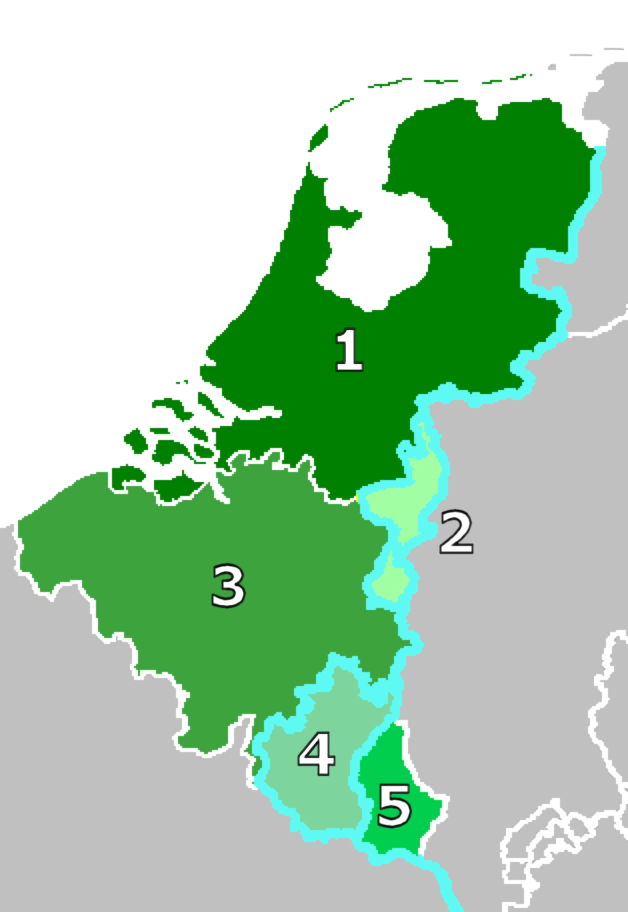
Belgien und die Niederlande nach dem Vertrag von London (1839): Niederlande (1) mit Herzogtum Limburg (2), Belgien (3) mit Provinz Luxemburg (4), Großherzogtum Luxemburg (5) in Personalunion mit den Niederlanden (1)

Während all dessen behielt Talleyrand die Idee einer Annexion wenigstens von Teilen Belgiens im Auge. Angesichts der französischen Truppen in Belgien legte er einen detaillierten Plan zur Aufteilung des Gebietes unter den Nachbarländern Frankreich, Preußen und den Niederlanden vor, bei dem ein „Freistaat Antwerpen“ unter britischer Protektion stehen sollte. Tatsächlich war für viele Belgier, nicht zuletzt in der vorläufigen Regierung selbst, die Angliederung Walloniens oder auch ganz Belgiens an Frankreich das eigentliche Ziel des Aufstandes und die Ausrufung der Unabhängigkeit Belgiens nur ein Schritt in diese Richtung gewesen. Diese als Rattachisme bezeichneten Bestrebungen verfolgte zunächst auch der spätere Premierminister Belgiens, der aus Frankreich stammende Lütticher Revolutionär Charles Rogier. Doch der Plan wurde von Preußen und allen übrigen Großmächten entschieden zurückgewiesen. Da Frankreich die ohnehin schwierigen Beziehungen zu den Mächten nicht zusätzlich belasten wollte und konnte, blieb es bei der militärischen Unterstützung Belgiens durch Frankreich, wo in der öffentlichen Meinung große Sympathie für die „Schwesterrevolution“ des frankophonen Nachbarn vorherrschte.

### Endvertrag von 1839
Belgien war im Zehn-Tage-Feldzug deutlich die eigene Schwäche demonstriert worden, den Niederlanden ihre internationale Isolation. Gleichwohl war die Reaktion in beiden Ländern von Trotz gekennzeichnet. Immerhin unterzeichnete Belgien noch 1831 den Londoner Vertrag, Wilhelm I. aber hielt die Diplomatie über Jahre hin. Nach endlosen, zähen Bemühungen kam es 1839 endlich zu einer Lösung, als diese schon kaum noch erwartet wurde. Wilhelm I. änderte abrupt seine Haltung und erklärte sich zur Unterzeichnung der 24 Artikel von London bereit. So plötzlich Holland dem Vertragswerk zustimmte, lehnte man dieses in Belgien jetzt wieder ab, da man sich an den Status quo gewöhnt hatte und nicht mehr bereit war, besetzte Territorien wieder herzugeben. Belgien stieß mit dieser Haltung jedoch auf den Unwillen der Londoner Konferenz und musste sich wohl oder übel mit den 1831 ausgehandelten Ergebnissen arrangieren.
Mit dem sog. Endvertrag nahm das Vereinigte Königreich der Niederlande auch juristisch ein Ende; die Trennung war jetzt endgültig vollzogen. Belgien gewann damit die staatliche Unabhängigkeit, verlor aber die Teile seines Staatsgebiets wieder, die 1790 nicht zu den Österreichischen Niederlanden gehört hatten. Die Provinz Limburg wurde geteilt: Der Westen blieb bei Belgien, der Osten (einschließlich Maastrichts) wurde als Herzogtum wieder Teil der Niederlande, das in Personalunion vom niederländischen Königshaus regiert und gleichzeitig Mitglied im Deutschen Bund wurde. Damit sollte kompensiert werden, dass ein großer Teil Luxemburgs als Provinz bei Belgien blieb und so aus dem Bund ausschied. Das um zwei Drittel seines Territoriums reduzierte Großherzogtum Luxemburg blieb Teil des Deutschen Bundes und wurde ebenfalls in Personalunion vom niederländischen König regiert. Es gewann dabei weitgehende Autonomie und erlangte 1890 nach dem Ende der Personalunion schließlich die volle Souveränität. Auch der nördlichste Teil Flanderns (Zeeuws Vlaanderen) an der Scheldemündung wurde erneut niederländisch, der südlichste (Französisch-Flandern) blieb französisch, wie schon seit 1678.
Neben den territorialen Bestimmungen sah der Vertrag vor, dass die Niederlande Belgien den freien Zugang zum Hafen von Antwerpen über die Schelde und eine Eisenbahnverbindung durch Ost-Limburg ins Ruhrgebiet garantieren mussten (den sog. Eisernen Rhein). Alle Einwohner Belgiens und der Niederlande sollten frei wählen können, welche Staatsbürgerschaft sie annehmen wollten. Die Sicherheit und strikte Neutralität Belgiens wurden bestätigt. Darüber hinaus verzichteten die Niederlande auf etwa ein Drittel der von Belgien aufzubringenden Schuldentilgung und auf die ausstehenden Zahlungen seit 1830.

### Innenpolitischer Unionismus 1830–1839
Der außenpolitische Konflikt mit den Niederlanden wirkte sich stabilisierend auf die belgische Innenpolitik aus. Unter dem Einfluss des Königs hielt der Unionismus zwischen Liberalen und Katholiken bis 1839 und noch einige Zeit darüber hinaus. Allerdings hatte schon 1834 die Bildungs- und speziell die Hochschulpolitik die beiden Partner in Teilen voneinander getrennt. Neben den beiden 1817 von Wilhelm I. gegründeten Staatlichen Universitäten von Lüttich und Gent richtete die katholische Kirche eine Universität in Mechelen ein, die kurz darauf nach Löwen verlegt wurde, wo die staatliche Universität geschlossen worden war. Als Antwort darauf gründeten die Liberalen, unterstützt von der Freimaurerloge, die ebenfalls Freie Universität Brüssel. Die Reibereien konnten allerdings immer wieder bereinigt werden. Erst nach dem Rücktritt der beiden letzten unionistischen Regierungen Nothombs und van de Weyers 1845/46 musste Leopold I. ein ausschließlich aus Klerikalen bestehendes Kabinett unter Theux de Meylandt einsetzen.

## Nachwirkungen

### Wirtschaftliche Folgen für Belgien
Die unmittelbaren ökonomischen Folgen der Unabhängigkeit waren für Belgien verheerend: Hatte die wichtigste Industriestadt Gent 1829 noch 7,5 Millionen Kilogramm Baumwolle verarbeitet, so waren es 1832 nur noch 2 Millionen Kilogramm. Als unmittelbare Folge der Sezession waren die meisten Arbeiter arbeitslos geworden, und die Löhne für die verbliebenen Stellen hatten sich auf 30 % des Niveaus von 1829 reduziert.
Noch schlimmer sah es für die Hafenstadt Antwerpen aus: 1829 betrug der Schiffsverkehr noch 1028 Schiffe mit 129.000 Tonnen Fracht. Das war doppelt so viel, wie Rotterdam und Amsterdam zusammen aufbrachten. 1831 liefen nur noch 398 Schiffe ein, und der Handel mit Ostindien hörte völlig auf.
Der Steinkohlenbergbau erfuhr einen starken Einbruch. 1830 waren in den drei Bergrevieren von Mons, Charleroi und Lüttich in 350 Bergwerken rund 20.000 Bergleute beschäftigt. Nach 1830 stockte der Absatz der dort geförderten Steinkohle in die Niederlande infolge der fortan zu entrichtenden Zölle und aufgrund von Einfuhrbeschränkungen, die die niederländische Regierung verfügte.
Große Erfolge konnten dagegen beim Bau eines Eisenbahnnetzes erzielt werden. 1835 wurde zwischen Brüssel und Mechelen eine der ersten Strecken des europäischen Kontinents eröffnet und das Netz danach zu einem der dichtesten der Welt ausgebaut. Insgesamt aber blieb die konjunkturelle Lage überaus schwankend. Am 5. Juni 1832 war mit dem belgischen Franc eine neue Währung eingeführt und im Februar 1835 die Banque de Belgique gegründet worden.

### Sprachpolitik

„(Sprach-)Gemeinschaften“ heute:
Niederländisches Sprachgebiet
Französisches Sprachgebiet
Deutsches Sprachgebiet
zweisprachige Region Brüssel-Hauptstadt

Als Reflex auf die Schul- und Sprachpolitik König Wilhelms I., die die niederländische Sprache enorm gefördert hatte, war es eine der ersten Maßnahmen der vorläufigen Regierung, alle öffentlichen Schulen wieder abzuschaffen. Nur die französischsprachigen Universitäten von Gent und Lüttich sowie die überwiegend französischsprachige Universität in Löwen blieben erhalten und dienten zur Bildung einer neuen Elite. Als Folge davon waren bei der Musterung zum Militär noch 1900 10,1 % Analphabeten gegenüber nur 2,3 % in den Niederlanden, 4,7 % in Frankreich und lediglich 0,5 % in Deutschland. 1913 gab es in Belgien (bei 7,5 Millionen Einwohnern) weniger Grundschüler als in den Niederlanden (mit 6 Millionen Einwohnern). Damit stand Belgien 1914 auf dem gleichen Niveau wie 1814.
Langfristig konnte der Sprachenstreit nicht gelöst werden, sondern verschärfte sich im belgischen Staat noch. Als Reaktion auf die Vorrangstellung des Niederländischen im Vereinigten Königreich folgte nun die Bevorzugung der französischsprachigen Wallonen. Auch in Flandern sollte Niederländisch nur in der Grundschule benutzt werden, ab der Sekundarstufe verlief der Unterricht auf Französisch. Praktisch war Belgien l’état franco-belge, ein französisch-belgischer Staat. Le Flamand wurde zum Schimpfwort, um eine Reihe von Mundarten zu bezeichnen, Niederländisch in den ersten Jahren die „Sprache der Holländer“.

### Belgisches Nationalbewusstsein

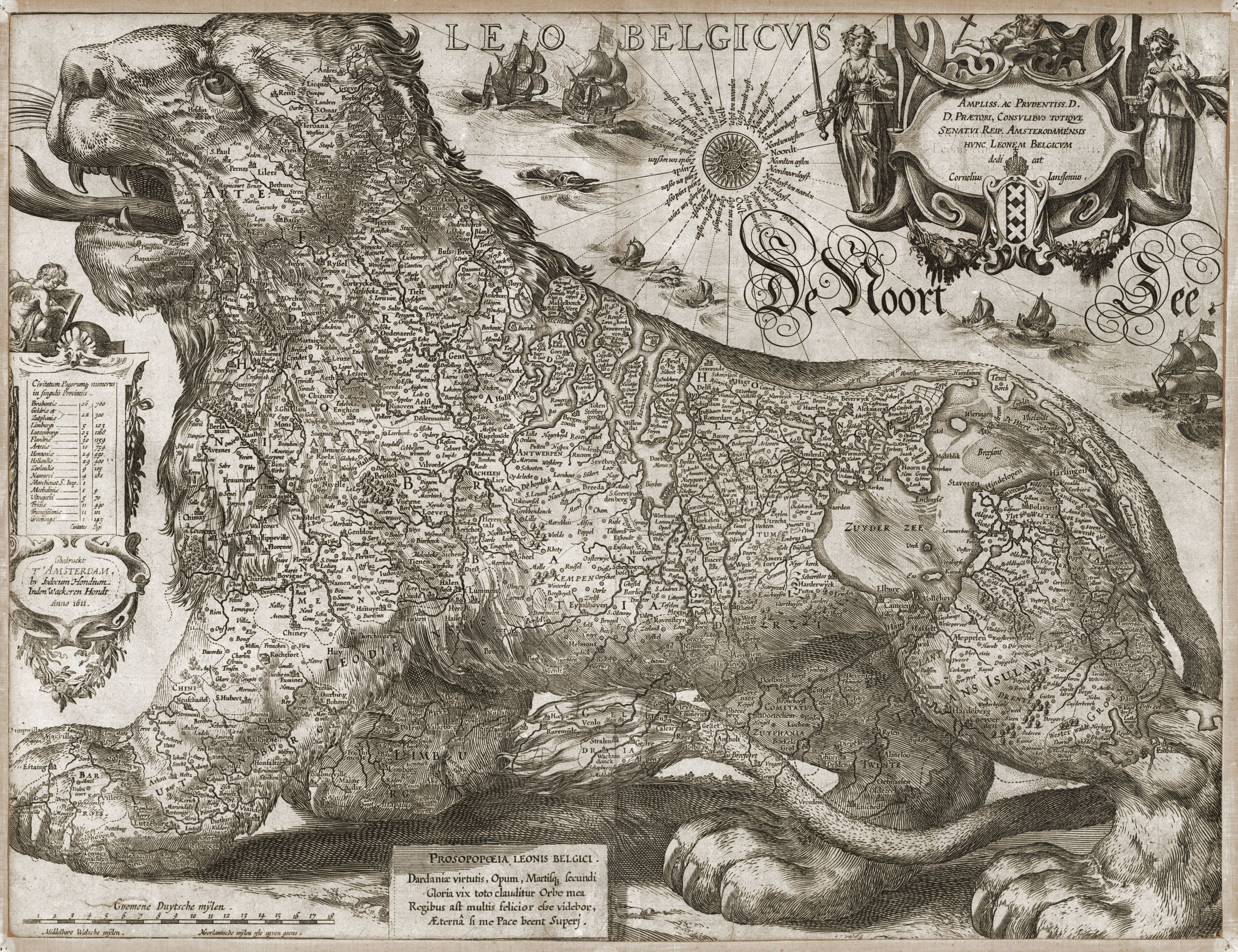
Jodocus Hondius: Leo Belgicus (1611). In der Renaissance war der Begriff Belgien noch auf die gesamten Niederlande angewandt worden, im 19. Jh. bezeichnete er zunehmend die südlichen Niederlande. (Karte nach West zu Nord ausgerichtet, d. h. Norden ist rechts)

Ein belgisches Nationalbewusstsein entwickelte sich in Ansätzen schon vor der Revolution von 1830, trotzdem ist die Belgische Nation ein problematischer Begriff. Drei Konzepte konkurrieren seit der Gründung des belgischen Staates miteinander: Die belgische Nation, der nach Frankreich orientierte Rattachismus und der auf die Niederlande ausgerichtete Orangismus.
Die belgische Revolution knüpfte enger an die liberale französische Julirevolution an als andere Ereignisse des Jahres 1830. Die Aufstände in Polen, Griechenland und Italien sowie der deutsche Vormärz waren stark von einem romantischen Nationalismus geprägt. Definierten Italiener oder Deutsche die Kulturnation über die Sprache, so wurde gerade der Sprachenstreit zwischen Flamen und Wallonen zum dauerhaften Problem für die innere Einheit Belgiens. Schon unmittelbar nach 1830 entstanden politische Kreise mit dem Ziel, Flandern wieder mit den Niederlanden beziehungsweise Wallonie mit Frankreich zu vereinigen. Zu diesen gehörte später auch Louis de Potter, der als Republikaner zunächst für die belgische Unabhängigkeit gekämpft hatte, dann jedoch als Gegner der Monarchie nach Frankreich ausweichen musste und nach seiner Rückkehr 1838 angesichts eingeschränkter Freiheiten in Belgien sogar eine Wiedervereinigung mit dem Norden vorschlug. Diese erste Richtung der Anhänger einer Wiedervereinigung wurde als Orangisme bezeichnet und mündete schließlich in der Vlaamse Beweging, die pro-französische wurde Rattachisme genannt. Als Napoléon III. die Annexion Belgiens an Frankreich betrieb, kam es 1860 zu einer Annäherung an die Niederlande, und sogar der als Rattachist geltende Premierminister Charles Rogier erklärte nun, dass das frühere Vereinigte Königreich als Konföderation unter zwei getrennten Regierungen wiederhergestellt werden müsse. Deshalb ließ er die Nationalhymne Brabançonne anpassen, deren Text bis dahin gegen die Holländer polemisiert hatte. In den 1920er Jahren gewann der Gedanke an eine Wiedervereinigung von Belgien und den Niederlanden erneut an Attraktivität. Heute steht die flämische Bevölkerung solchen Gedankenspielen teilweise positiv gegenüber.
Gleichwohl entwickelte sich Belgien zu einem stabilen Staat, der bis heute die 1830 festgelegten Grundzüge seines politischen Systems beibehalten hat. Lediglich die Gliederung Belgiens wurde im späten 20. Jahrhundert vom Zentral- zu einem föderalen Staat modifiziert, und in der Sprachpolitik konnte das Niederländische seit den 1960er Jahren eine Gleichberechtigung gegenüber dem Französischen erreichen. War die Errichtung der parlamentarischen Monarchie, statt einer Republik, nach der bürgerlichen Revolution von 1830 eher ein Zugeständnis an die internationale Politik, um Unterstützung für die staatliche Unabhängigkeit zu erhalten, so trug sie als integrative Kraft doch wesentlich zur Stabilität des Landes bei.

### Die belgische Neutralität
Die 1830/39 festgeschriebene Neutralität Belgiens wurde erst 1914 gebrochen: Das Deutsche Kaiserreich besetzte Belgien (Schlieffen-Plan) zu Beginn des Ersten Weltkrieges in der Hoffnung, so Frankreich besiegen zu können.
Großbritannien stellte Deutschland am 3. August 1914 ein Ultimatum und erklärte ihm nach dessen Ablauf den Krieg (siehe auch Kriegsziele im Ersten Weltkrieg#Großbritannien).